# ラグビー・ライオンズ
ラグビー・ライオンズ（英: Rugby Lions）は、イングランドのウォリックシャー・ラグビーに本拠地を置くラグビーユニオンクラブである。スタジアムはウェブ・エリス・ロード。ミッドランズ1イーストに所属。通称はライオンズ。

## 歴史
1873年創設。
1992-93シーズン後に降格して以降は、プレミアシップから遠ざかっている。
2023年、第1回ワールドアマチュアラグビーフェスティバルに参加予定。

## タイトル
- RFUチャンピオンシップ
  - 優勝: 1990-91